# 法院巷

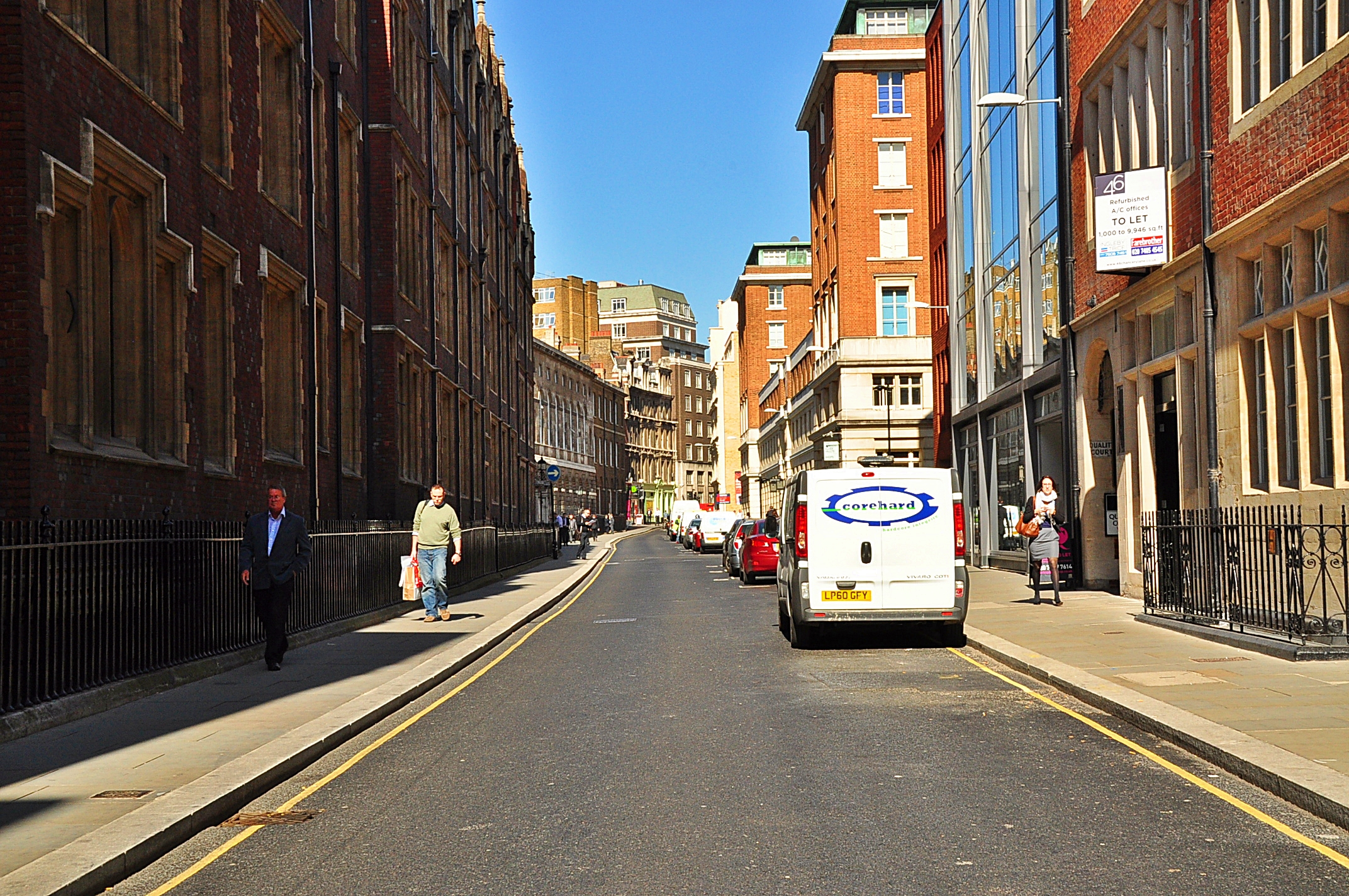

法院巷（英語：Chancery Lane），粵語亦音譯為贊善里，是位於英國倫敦市中心倫敦市地區的一條單行道。法院巷的歷史可以追溯至1161年。在歷史上法院巷曾和法律界有著密切的關係，現在這裡仍有不少諮詢公司。